# ビリー・ツェックラー
ビリー・ツェックラー（Billie Zöckler、1949年1月18日 - 2019年10月18日）は、ドイツの女優。

## 出演作品
- リトル・ウィッチ ビビと魔法のクリスタル